# 小行星885
小行星885（885 Ulrike）是一颗围绕太阳公转的小行星。1917年9月23日，谢尔盖·别利亚夫斯基在克里米亚描述了此天体。馬克斯·沃夫于同年9月26日亦独立发现了这颗小行星，并首先公布。
該小行星以德國作家約翰·沃夫岡·馮·歌德的戀慕者乌尔丽克·冯·莱韦措命名。
这颗小行星的绝对星等为10.7等。

## 相关條目
- 小行星列表/10001-11000

## 外部連結
- Asteroid Lightcurve Database (LCDB) （页面存档备份，存于）, query form (info （页面存档备份，存于）)
- Dictionary of Minor Planet Names, Google books
- Discovery Circumstances: Numbered Minor Planets (10001)-(15000) （页面存档备份，存于） – Minor Planet Center
- 小行星885 at AstDyS-2, Asteroids—Dynamic Site
  - Ephemeris · Observation prediction · Orbital info · Proper elements · Observational info
- NASA JPL小天體瀏覽器上的小行星885

| 前一小行星： 小行星884 | 小行星列表 | 後一小行星： 小行星886 |